# Niederländischer Widerstand 1940–1945
Niederländischer Widerstand 1940–1945 (niederländisch: Nederlands verzet in de Tweede Wereldoorlog) ist eine Bezeichnung für den Kampf niederländischer Freiheitskämpfer gegen die deutsche Besatzung während des Zweiten Weltkriegs. Auch bezeichnet die Begrifflichkeit den Aufstand der niederländischen Kolonialherren von Niederländisch-Indien gegen die Besatzung dieser Kolonie durch die japanische Armee 1941/42.

## Historischer Hintergrund
Nachdem das NS-Regime am 1. September 1939 den Überfall auf Polen begonnen hatte, erklärte das Königreich der Niederlande (ebenso wie im Ersten Weltkrieg) seine Neutralität. Es hoffte, nicht in Kriegshandlungen involviert zu werden. Auch Belgien und Luxemburg erklärten ihre Neutralität. Am 10. Mai 1940 überfiel die Wehrmacht völkerrechtswidrig alle drei Staaten, um bei ihrem Einfall in Frankreich (Westfeldzug) die stark befestigte Maginot-Linie zu umgehen und einen Stellungskrieg zu vermeiden.
Die niederländischen Streitkräfte konnten die Invasion nicht aufhalten und leisteten nur vereinzelt Widerstand. Nach der Bombardierung von Rotterdam am 14. Mai 1940 kapitulierten die Niederlande.

## Deutsche Besetzung
Am 18. Mai 1940 ernannte Adolf Hitler Arthur Seyß-Inquart zum Reichskommissar der besetzten Niederlande und am 29. Mai 1940 den deutschen General Friedrich Christiansen zum Befehlshaber der Wehrmacht. Bald darauf begann die Verfolgung, Internierung und Verschleppung von in den Niederlanden lebenden Juden, Sinti und Roma.
1941 wurde das Durchgangslager Amersfoort, 1942 das Durchgangslager Westerbork und das KZ Herzogenbusch sowie 1943 die Villa Bouchina hierzu umfunktioniert bzw. neu erbaut.

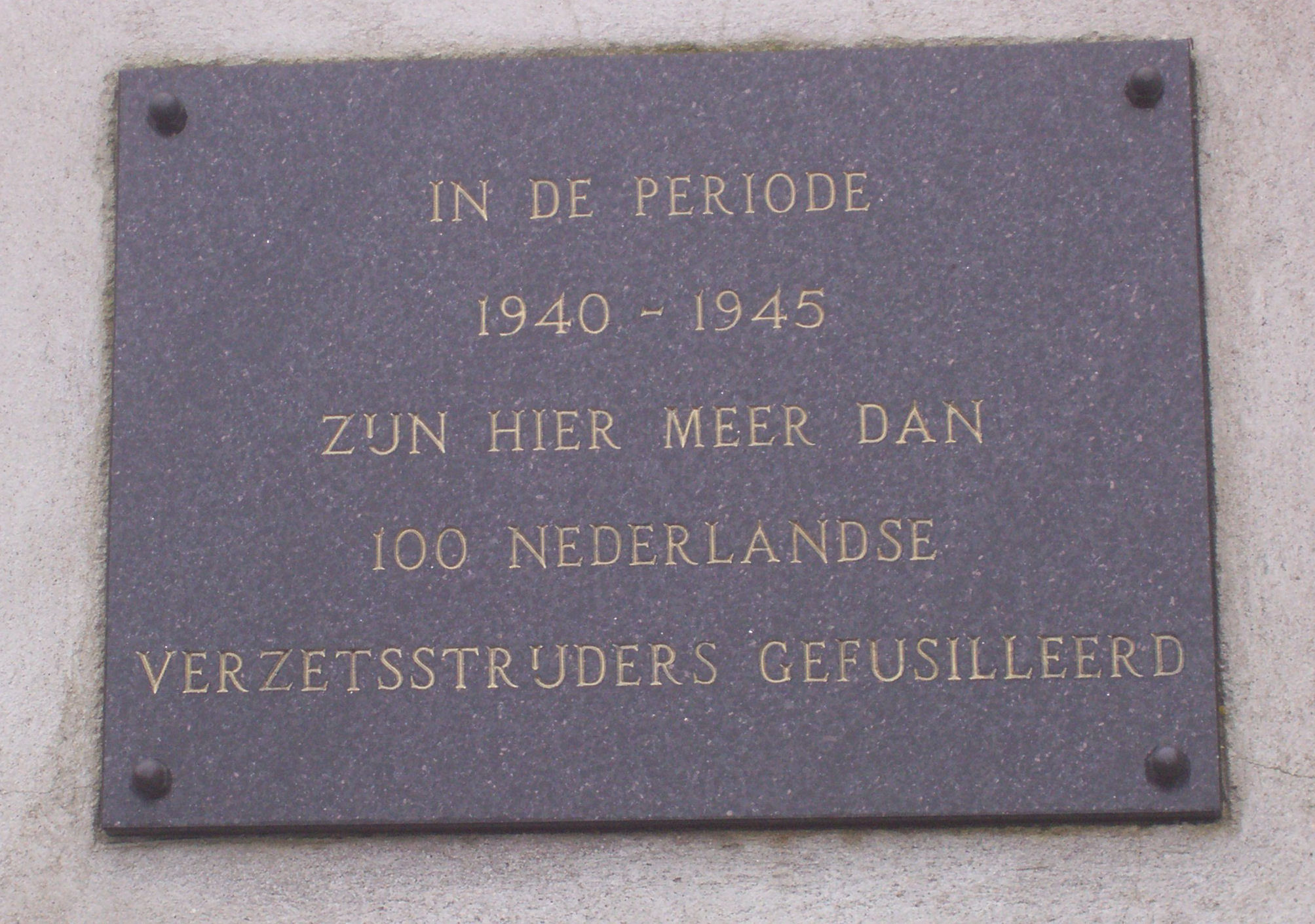
Gedenktafel für mehr als 100 hingerichtete niederländische Widerstandskämpfer, KZ Sachsenhausen

Seit 1941 war die am 14. Dezember 1931 gegründete Nationaal-Socialistische Beweging (NSB) die einzige in den Niederlanden zugelassene Partei. Die NSB trat zwar für die Unabhängigkeit der Niederlande ein, kollaborierte aber gleichzeitig mit der deutschen Besatzungsmacht. Es gab seit dem Überfall somit keine zugelassene oppositionelle oder auch nur ansatzweise demokratische Partei mehr in den Niederlanden.
Nach dem geheimen Nacht-und-Nebel-Erlass vom 7. Oktober 1941 wurden des Widerstands verdächtigte Personen auch in den Niederlanden heimlich nach Deutschland verschleppt und dort abgeurteilt oder in Konzentrationslager eingewiesen. Das spurlose Verschwinden sollte der Abschreckung dienen.
Ab 1942 wurde die Zwangsrekrutierung zum Arbeitseinsatz im Deutschen Reich eingeführt und die Aktionen zur Aushebung von Zwangsarbeitern nahmen beständig zu. Zahlreiche Niederländer entzogen sich durch das Abtauchen in den Untergrund der Zwangsarbeit.
Am 5. September 1943 entschieden die Generalkommissare Hanns Albin Rauter, Friedrich Wimmer und Wilhelm Ritterbusch, Mordanschläge durch Todesschwadronen der niederländischen Waffen-SS als Vergeltungsmaßnahmen für Überfälle des holländischen Widerstandes einzuführen. Aus diesen Gruppen entstand das Sonderkommando Silbertanne unter Henk Feldmeijer.

## Niederländischer Widerstand

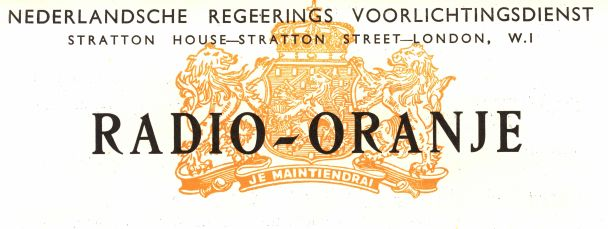
Logo von Radio Oranje

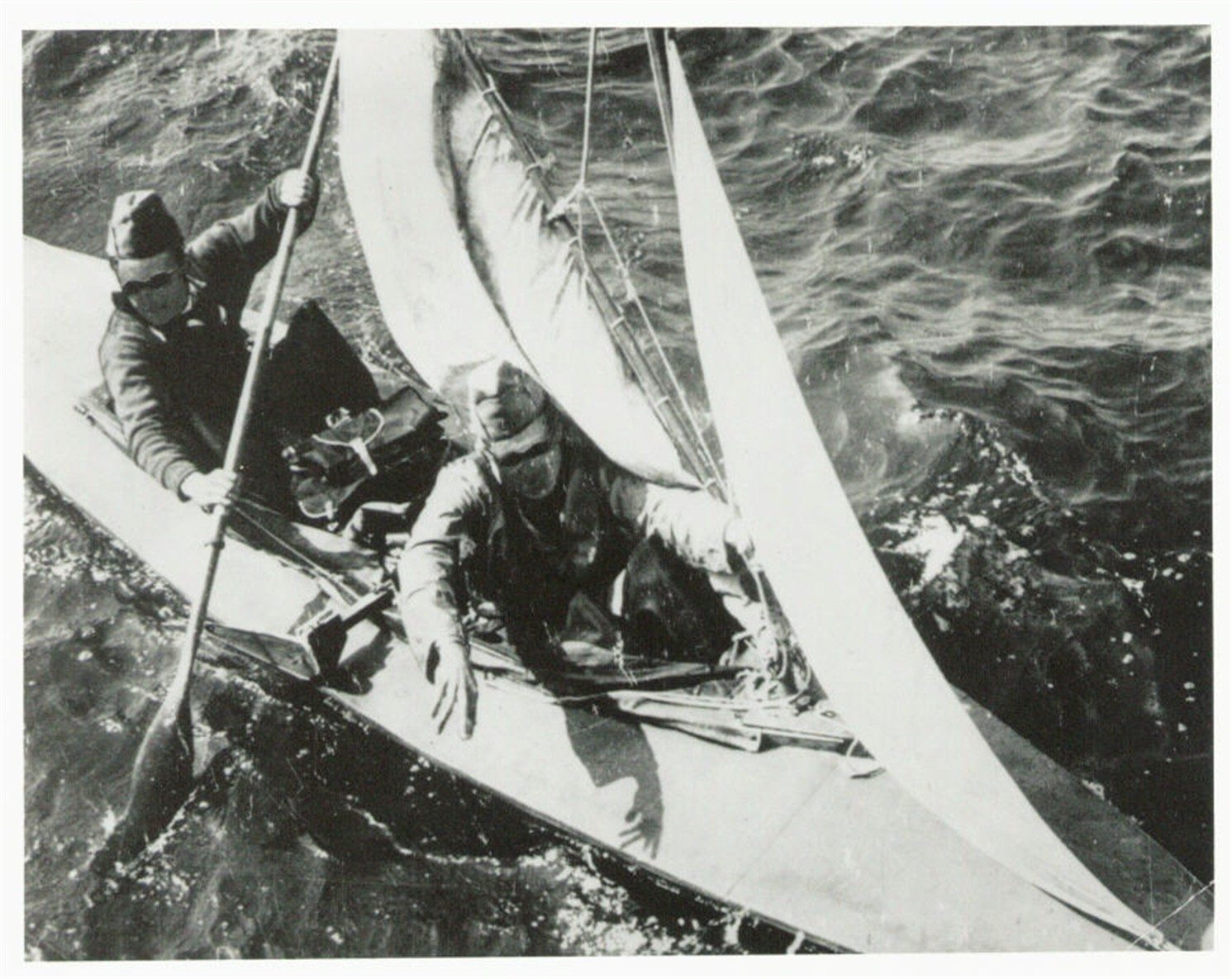
Die Englandfahrer Van Hamel und Van Daalen Wetters, 21. Juni 1941

Die Niederländische Exilregierung begann ab dem 28. Juli 1940 über die BBC das Programm von Radio Oranje („Die Stimme der kämpfenden Niederlande“) zu senden. Ab 1943 wurde u. a. deshalb der Besitz von Radioempfangsgeräten von den deutschen Besatzern verboten und 80 % der Geräte eingezogen.
Die Englandfahrer (Engelandvaarders) waren einzelne Personen oder Kleingruppen, die versuchten, nach England zu gelangen, um von dort aus gegen die Achsenmächte zu arbeiten. Sie schlossen sich den alliierten Streitkräften an, dienten auf Handelsschiffen und wurden vom britischen Geheimdienst eingesetzt. 1.700 Englandfahrer kamen nach England durch, wie viele zu Tode kamen oder in Konzentrationslagern ermordet wurden, ist nicht bekannt.
Die niederländische Exil-Regierung in London half bei der Gründung einer Stiftung ('Nationaal Steunfonds'), mit dem sie Aktivitäten des niederländischen Widerstands zu unterstützen versuchte. Zu diesem Widerstand gehörte die Ende 1942 gegründete 'Landelijke Organisatie voor Hulp aan Onderduikers' (LO), die versuchte, Untergetauchten mit falschen Papieren, Lebensmittelmarken, Geld und Verstecken zu helfen.
Im November 1940 kündigten die Besatzer ein Berufsverbot für Juden an. Das führte in den Universitäten Delft und Leiden zu kurzen Streiks von Studenten und einigen Mitarbeitern. Der Februarstreik im Februar 1941 in Amsterdam und Nordholland war eine im besetzten Europa einzigartige Reaktion auf die ersten Judendeportationen in den Niederlanden. An dem von Kommunisten organisierten zweitägigen Streik nahmen ungefähr 40.000–50.000 Menschen teil.
Niederländische Partisanen versteckten Juden aus Holland und Deutschland (z. B. Anne Frank oder Edith Stein), ebenso Niederländer, die vor dem Arbeitsdienst oder Arbeitseinsatz untertauchten, geflüchtete Kriegsgefangene (insbesondere abgeschossene Besatzungen alliierter Flugzeuge) oder verhalfen ihnen zur Flucht über den Ärmelkanal, versteckten deutsche Wehrmachtdeserteure, übermittelten Großbritannien Umfang, Zustand und Lage deutscher Wehrmachtverbände, insbesondere deren Vorbereitung der geplanten Invasion Großbritanniens, und verübten Anschläge auf deutsche Besatzungsdienststellen und Militärtransporte.
Bald entstanden auch illegale Zeitschriften, insgesamt 1100 Ausgaben. Einige der Zeitungen wie Het Parool, Trouw und die Wochenzeitung Vrij Nederland existieren noch heute.
Der Bankier Walraven van Hall zahlte ein regelmäßiges Tagegeld für Widerstandskämpfer und Zehntausende anderer Bürger. Die Abteilung hatte bis zu 2000 illegal Beschäftigte.
Im April und Mai 1943 gab es vor allem im Osten des Landes einige Tage Generalstreiks, als demobilisierte niederländische Soldaten erneut festgenommen wurden. Dabei starben 90 Zivilisten.
Der Niederländer Johan Hendrik Weidner gründete 1941 das Dutch-Paris Netzwerk. Dieses ermöglichte etwa 1.000 verfolgten Menschen, hauptsächlich Juden, prominenten Persönlichkeiten der besetzten Länder und abgeschossenen alliierten Flugzeugbesatzungen, die Flucht in die Schweiz oder nach Spanien und Portugal.
Am 17. September 1944 rief die niederländische Regierung zu einem Generalstreik der Eisenbahn auf, um den deutschen Nachschub und Umgruppierungen zu behindern und so die alliierte Operation Market Garden zum schnellen Vormarsch über Arnheim zu unterstützen. Die deutschen Besatzer reagierten mit einem mehrwöchigen Lebensmittelembargo. Beides vergrößerte die Lebensmittelknappheit und führte mit dem frühen und strengen Winter zu einer Hungerkatastrophe.
Laut dem Niederländischen Institut für Kriegsdokumentation (NIOD) versteckten die Holländer auf dem Höhepunkt des Widerstandes 350.000 Menschen. Diese Leute wurden von mehr als 500.000 Menschen unterstützt – von bis zu einem Zehntel der damaligen Bevölkerung. Unter den Versteckten befanden sich 25.000 Juden.
Auf der Insel Vlieland wurden deutsche Widerstandskämpfer interniert. Dazu gehörten u. a. Albert Goldenstedt, Heinz Junge und (Jean). Die niederländische Regierung hatte das Lagerleben und die Versorgung der Häftlinge auf Vlieland organisiert. Im Mai 1940 wurde nach dem Überfall auf die Niederlande und Belgien das Lager aufgelöst. Die Kommunisten kamen in Gestapohaft und wurden nach einem Prozess zu jahrelangen Zuchthausstrafen verurteilt.
Der bewaffnete Widerstand ging aus den Netzwerk der Menschen hervor, die Flüchtlinge versteckten (LO). Zunächst wurden Ausweise und Lebensmittelkarten bei Aktionen beschafft. Später kam es zu Befreiungsaktionen verhafteter Widerständler, bei denen mehr Gewalt eingesetzt wurde. Ein Dutzend Mal mit spektakulärem Erfolg. Eine wichtige Rolle im Widerstand, so beim Februarstreik, spielte bis zu ihrer Zerschlagung im April 1942 die Marx-Lenin-Luxemburg-Front (MLL-Front) um Henk Sneevliet, Willem Dolleman und Ab Menist. Alle drei wurden am 12. April 1942 von den deutschen Besatzern hingerichtet. Die MLL-Front unterschied sich von den meisten anderen Widerstandsgruppen dadurch, dass sie eine Zusammenarbeit mit von ihr als monarchistisch oder imperialistisch eingeschätzten Kräften ablehnte. Sie verfügte über etwa 500 feste Mitglieder und gab vierzehntäglich die viel gelesene Untergrundzeitung Spartacus in einer Auflage von etwa 5000 Exemplaren heraus.

### Strukturen
Die erste niederländische Widerstandsgruppe, die „Geuzen“, wurde am 15. Mai 1940, dem Tag der niederländischen Kapitulation vor Hitler-Deutschland, gegründet. Der Niederländische Widerstand setzte sich sowohl aus niederländischen Monarchisten und Anhängern der Exilregierung, wie auch linken internationalistischen Widerstandsgruppen zusammen.
Die Nationale Organisation zur Hilfe für Untergetauchte LO (Landelijke Organisatie voor Hulp aan Onderduikers) war 1944 die wichtigste Gruppe bei Unterbringung und Fluchthilfe untergetauchter Personen. Sie versorgte sie mit gefälschten oder organisierten authentischen Lebensmittelmarken sowie Ausweispapieren und hatte Informanten in den lokalen Polizeibehörden.
Die LKP (Landelijke Knokploegen) mit etwa 750 Mitgliedern in 1944 bestand aus lokalen Gruppen und verübte Sabotage- und gelegentliche Mordanschläge auf einzelne Soldaten und Kollaborateure. Sie versorgte die LO mit Lebensmittelkarten aus Überfällen auf lokale Verwaltungsstellen.
Der RVV (Raad van Verzet) mit mehreren tausend Mitgliedern betrieb Sabotage und schützte untergetauchte Personen. Er stand in direktem Kontakt mit dem Bureau Inlichtingen (BI), dem Geheimdienst der Exilregierung in London.
Der OD (Ordedienst) setzte sich hauptsächlich aus ehemaligen Offizieren und öffentlichen Angestellten zusammen, die durch Nationalsozialisten oder Kollaborateure ersetzt worden waren. Sie betrieben Spionage und bereiteten sich auf die Übernahme der Verwaltung und die Aufrechterhaltung der Ordnung im Falle der Befreiung vor. Der Spionagearm war der GDN (Geheime Dienst Nederland).
Nach Verhandlungen schlossen sich LKP, OD und RVV mit Königlichem Beschluss vom 5. September 1944 zu den „Binnenlandsstreitkräften“ (niederländisch Binnenlandse Strijdkrachten; kurz BS) unter dem gemeinsamen Kommando von Prinz Bernhard zusammen.

### Aktionen

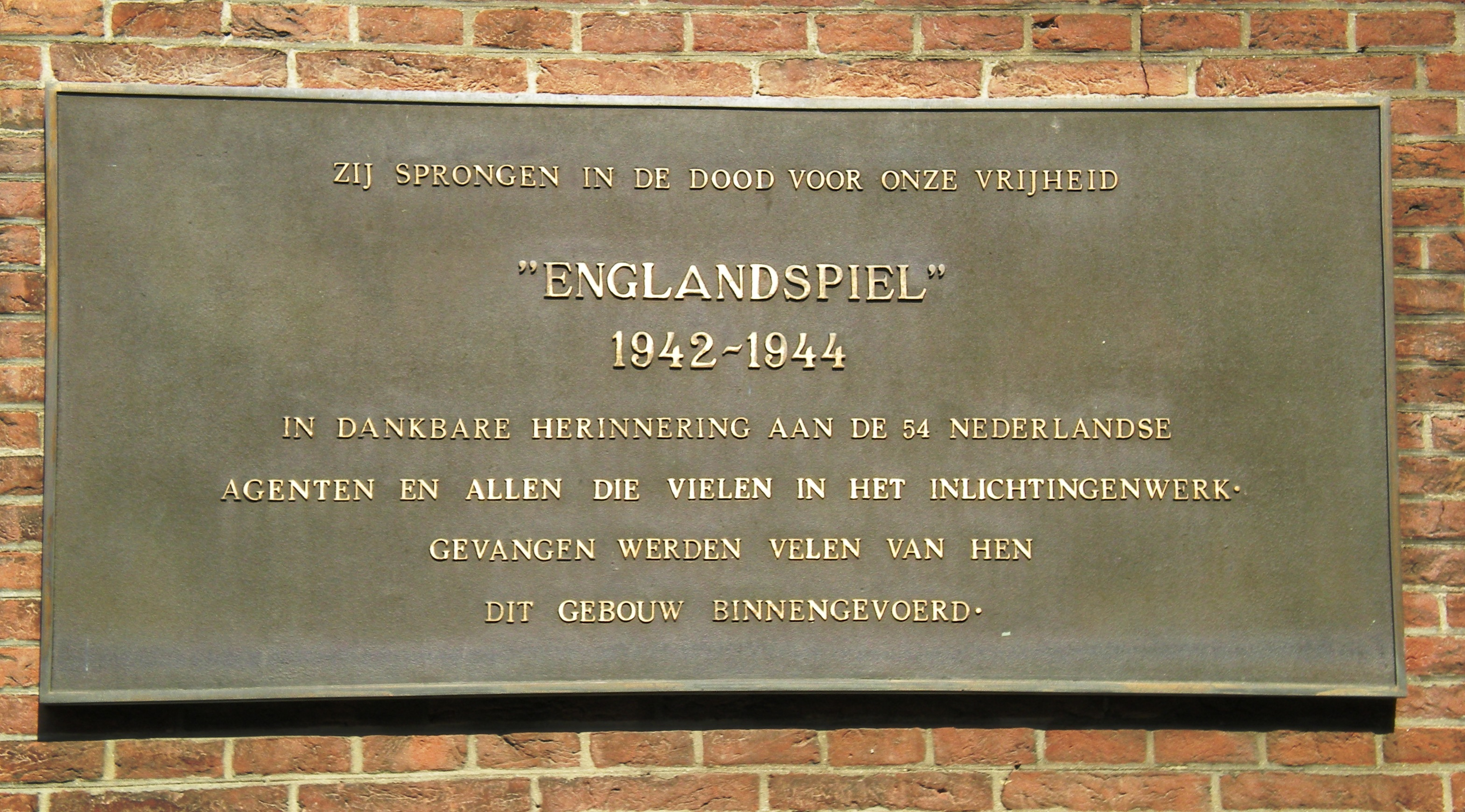
Mahnmal für niederländische SOE-Agenten, Den Haag

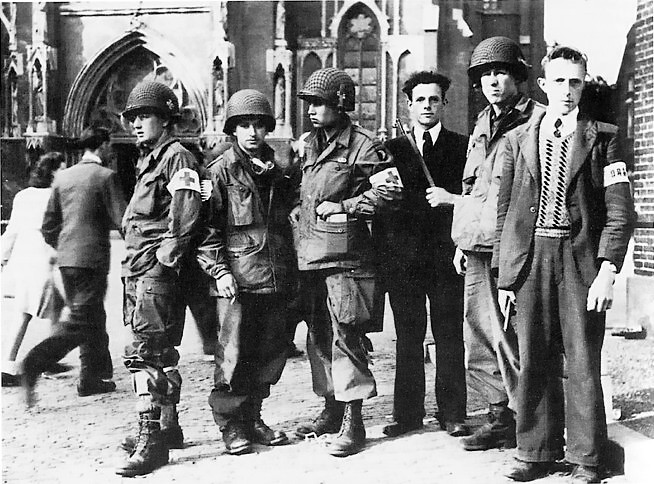
Widerständler mit amerikanischen Luftlandetruppen während der Operation Market Garden, Eindhoven, September 1944

Von 1940 bis 1944 setzte der britische Special Operations Executive (SOE) zahlreiche Agenten zur Unterstützung des niederländischen Widerstandes ab. Der deutschen Abwehr gelang es im Englandspiel, 54 niederländische Agenten zu enttarnen, umfangreiches Waffenmaterial zu erbeuten und 12 zum Lufttransport eingesetzte schwere Bomber beim Rückflug abzuschießen.
Am 5. Februar 1943 wurde Hendrik Seyffardt, der Befehlshaber der niederländischen Freiwilligenlegion der Waffen-SS, von den Widerstandskämpfern Jan Verleun und Gerrit Kastein erschossen.
Am 27. März 1943 führte eine Gruppe um Gerrit van der Veen und Willem Arondeus den Anschlag auf das Einwohnermeldeamt Amsterdam durch, erbeutete dabei 600 Blankoausweise und vernichtete 800.000 Einwohnerkarteien, was die Deportationen, Zwangsarbeiteraushebungen und Personenkontrollen in Amsterdam behindern sollte.
Am 17. September 1944 starteten die Alliierten mit der Operation Market Garden einen schnellen Vormarsch durch die Niederlande über Eindhoven und Nijmegen, um bei Arnheim einen Brückenkopf über den Rhein zu errichten. Die verschiedenen Widerstandsgruppen unterstützten den Vormarsch durch Kampfhandlungen, Versorgung von Verwundeten, Abtransport deutscher Gefangener, nachrichtendienstliche und logistische Unterstützung sowie durch einen landesweiten Eisenbahnerstreik. Als die Operation fehlschlug, halfen die Untergrundbewegungen alliierten Soldaten unterzutauchen. Um die Moral des Widerstands zu erhöhen, waren Widerständler teilweise mit Uniformen versorgt worden. Das rettete zahlreichen von ihnen das Leben bei ihrer Gefangennahme durch die Deutschen.
In der Nacht vom 30. September auf den 1. Oktober 1944 wurde in Putten ein Fahrzeug der Wehrmacht von einer Widerstandsgruppe angegriffen, dabei wurde ein Offizier tödlich verletzt und ein weiterer gefangen genommen. Daraufhin wurde der Ort auf Befehl des Wehrmachtsbefehlshabers Friedrich Christiansen zerstört und die männlichen Einwohner in Konzentrationslager verschleppt. Von 660 festgenommenen Männern starben 552 und das Kriegsverbrechen wurde als Fall Putten nach dem Krieg vor einem niederländischen Gericht behandelt.
Am 7. Dezember 1944 versuchte eine 17-köpfige Gruppe (darunter Widerstandskämpfer, ein armenischer, zwei alliierte Soldaten und ein holländischer Angehöriger eines englischen Kommandos), von der noch besetzten Insel Schouwen-Duiveland zu fliehen. Dabei kam es zu einem Schusswechsel, und es wurden die Zehn von Renesse gefangen genommen, gefoltert und gehängt.
Am 6. März 1945 geriet der Wagen des Höheren SS- und Polizeiführers Hans Rauter zwischen Arnheim und Apeldoorn in einen für einen Fleischtransport vorbereiteten Hinterhalt. Rauter überlebte schwer verletzt und zur Vergeltung wurden von den Deutschen, die ein gezieltes Attentat auf Rauter annahmen, am 8. März 263 willkürlich aus Gefängnissen und Konzentrationslagern ausgewählte Gefangene an verschiedenen Orten hingerichtet.

## Erinnerung

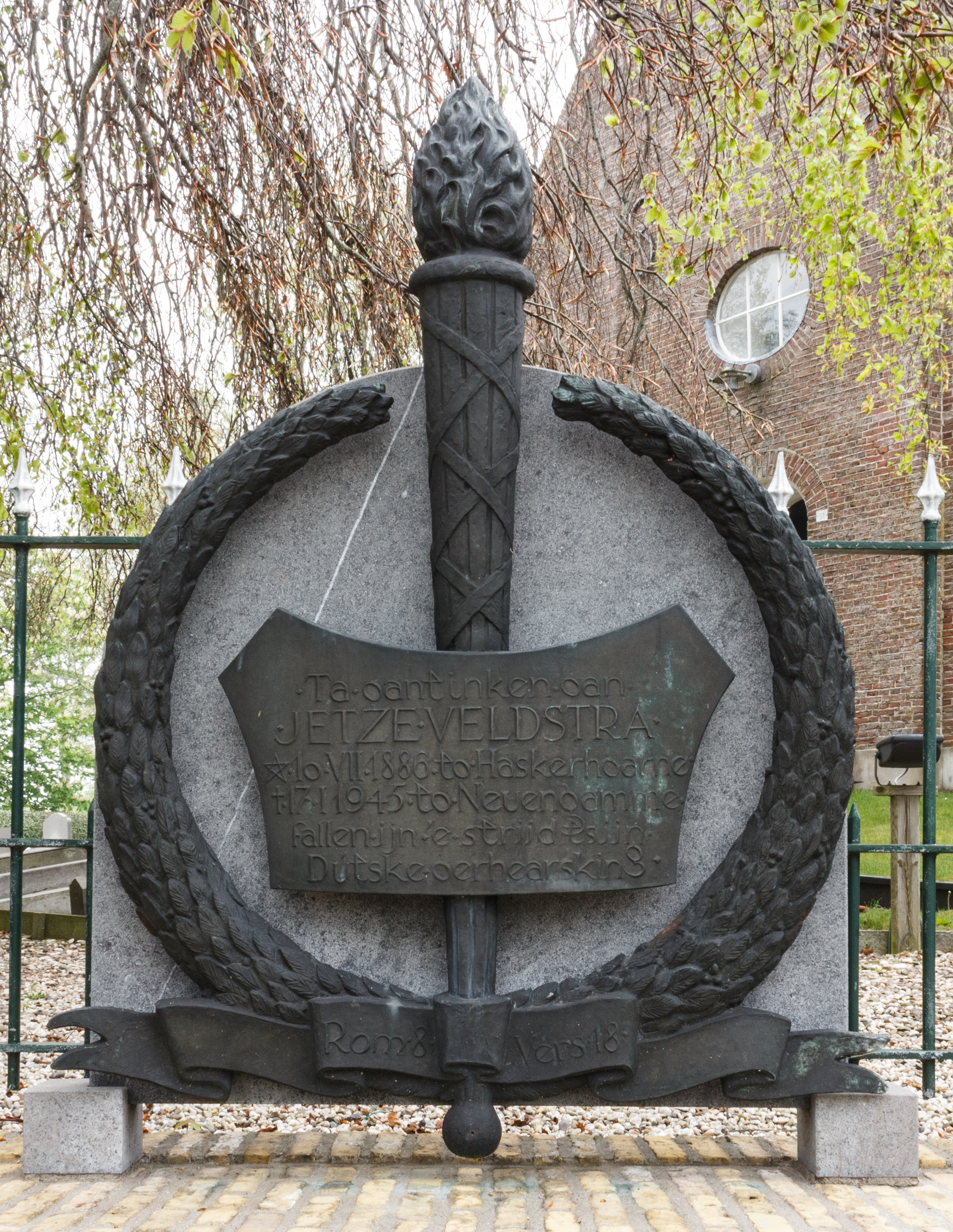
Gedenktafel in Ouwsterhaule (De Fryske Marren)

Heute erinnert an diese von Besetzung und Unterdrückung der Bevölkerung sowie der Verschleppung/Ermordung der Einwohner jüdischen Glaubens und den Widerstand hiergegen geprägte Zeit u. a. das Verzetsmuseum in Amsterdam.
In Aalten, unweit von Bocholt, wurde 2005 ein Untertauchermuseum eingerichtet, das die groteske, reale, zeitweilige Situation erfahrbar macht, als im selben Haus im Erdgeschoss die Ortskommandantur und unter dem Dach Untergetauchte untergebracht waren. Bei einer damaligen Bevölkerung von 10.000 Leuten versteckten die Aalter 2.500 Menschen.
1945 wurde der Ehrenfriedhof Bloemendaal für die sterblichen Überreste von 372 in den Kennemerduinen hingerichteten Widerstandskämpfern errichtet.
Die WW2 Escape Lines Memorial Society erinnert an die Fluchthelfer für abgeschossene alliierte Flugzeugbesatzungen, geflohene Zivilisten und Soldaten und versprengte Soldaten insbesondere nach der Operation Market Garden.
Yad Vashem führt 5.669 Niederländer wegen der Rettung von Juden als Gerechte unter den Völkern an.
Der niederländische Autor Maarten ’t Hart beschäftigt sich in seinen Romanen Das Wüten der ganzen Welt und Die Netzflickerin mit dem niederländischen Widerstand. Über Hannie Schaft erschienen eine Biografie von Theun de Vries und der Film Das Mädchen mit dem roten Haar des Regisseurs Ben Verbong.